# سیدنبورگ
سیدنبورگ (به آلمانی: Siedenburg) یک منطقهٔ مسکونی در آلمان است که در دیفولتس واقع شده‌است. سیدنبورگ ۱٬۲۸۷ نفر جمعیت دارد.